# 二重賢治
二重 賢治（にがら けんじ、2002年7月24日 - ）は、ジャパンラグビーリーグワンの中国電力レッドレグリオンズに所属するラグビーユニオン選手。

## 経歴
2018年、天理高等学校に入学。
新高2となる2019年3月から4月にかけ、全国高等学校選抜ラグビーフットボール大会に出場し、ベスト4となる。
2019年8月には、U17日本代表として日・韓・中ジュニア交流競技会にロックで出場。
2021年、筑波大学に進学。3年時に左プロップで大学選手権に出場。
2025年4月1日、ジャパンラグビーリーグワンの中国電力レッドレグリオンズに加入した。